# Onthophagus samai
Onthophagus samai é uma espécie de inseto do género Onthophagus, família Scarabaeidae, ordem Coleoptera.
Foi descrita cientificamente por Ziani em 2011.